# Makary (Dajew)
Makary, imię świeckie Siergiej Konstantinowicz Dajew (ur. 21 czerwca 1888 we wsi Pietrowskoje, zm. 13 stycznia 1960) – rosyjski biskup prawosławny.

## Życiorys
Był synem kapłana prawosławnego. Ukończył seminarium duchowne przy Skicie Wifańskim ławry Troicko-Siergijewskiej. W 1911, po uzyskaniu końcowego dyplomu, został nauczycielem w szkole parafialnej w powiecie bogorodskim. Rok później został wyświęcony na kapłana. Pracę duszpasterską prowadził w cerkwi Złożenia Szaty Chrystusa Zbawiciela w Moskwie.
Wieczyste śluby mnisze złożył 2 maja 1944. Dwanaście dni później został wyświęcony na biskupa możajskiego, wikariusza eparchii moskiewskiej, przez patriarchę moskiewskiego i całej Rusi Sergiusza, metropolitę leningradzkiego Aleksego i innych hierarchów. Od 1946 kierował Zarządem Gospodarczym przy Świętym Synodzie Patriarchatu Moskiewskiego. W 1951 otrzymał godność arcybiskupią. Zmarł w 1960 i został pochowany na Cmentarzu Wagańkowskim.